# Cita a Honduras
Cita a Honduras (títol original en anglès: Appointment in Honduras) és una pel·lícula estatunidenca dirigida per Jacques Tourneur, estrenada el 1953. Ha estat doblada al català. Aquesta estranya pel·lícula, de vius colors i decorats destacables, posades en escena eficaçment per Jacques Tourneur, té indiscutiblement l'encant d'una de la sèrie B, com Hollywood sabia fer-les llavors.

## Argument
El 1910, el vaixell La Claire-Louise  navega cap a Nicaragua. Un passatger, Jim Corbett, demana desembarcar a Hondures. Negant-s'hi el capità, Jim s'apodera del vaixell, ajudat per presoners que porta Reyes, i agafa com a ostatge els Sheppard. Una vegada desembarcats, els amaga la seva verdadera missió, portar diners al president d'Hondures, i s'endinsa a la jungla amb ells...

## Repartiment
- Glenn Ford: Jim Corbett
- Ann Sheridan: Sylvia Sheppard
- Zachary Scott: Harry Sheppard
- Rodolfo Acosta: Reyes
- Jack Elam: Castro
- Ric Roman: Jiminez
- Rico Alaniz: Bermudez
- Stanley Andrews: el capità MacTaggart
- Paul Conrad: Luis
- Stuart Whitman: El telegrafista